# HD163432
HD163432 — хімічно пекулярна зоря спектрального класу F5, що має видиму зоряну величину в смузі V приблизно  9,5.
Вона  розташована на відстані близько 458,7 світлових років від Сонця.